# Цзы-чань
Цзы-чань (кит. упр. 子產, ум. 522 до н. э.) — древнекитайский политический деятель и мыслитель, правитель  государства Чжэн в 542—522 годах до н. э., автор первого в истории Китая уголовного кодекса.

## Биография
Царство Чжэн было одним из небольших китайских государств периода Чуньцю. Формально будучи монархией, оно в действительности управлялось олигархическими кланами, в то время как царь (ван) был лишь номинальным главой государства.
Цзы-чань родился в период между 583 и 579 годами до н. э. в аристократической семье. Его дед Му-гун был ваном, а отец Цзы-го входил в триумвират, управлявший царством с 570 года до н. э.
В 562 году до н. э. члены триумвирата были убиты во время мятежа аристократических кланов во главе с Вэй Чжи. Цзы-чань принял участие в подавлении мятежа, выступив против восставших на семнадцати боевых колесницах.
После прихода к власти регента Цзы-куна Цзы-чань выступил против установления им абсолютизма, уговорив правителя сжечь законопроект, предписывающий беспрекословное повиновение его воле. Законопроект вызвал бурю возмущения во всех слоях общества. По настоянию Цзы-чаня регент сжёг его за воротами Цан, после чего возмущённая толпа успокоилась.
В 553 году до н. э. Цзы-кун повторил попытку узурпации власти, опираясь на поддержку южного царства Чу, однако был убит восставшим народом под предводительством Цзы-чаня и Цзы-си. Победители составили новый триумвират, управлявший страной после смерти Цзы-куна.
В 542 году до н. э. в стране произошёл очередной политический кризис, вызванный столкновением аристократических кланов. Тогда новый регент Цзы-пи передал власть в государстве Цзы-чаню, пользовавшемуся поддержкой народных масс. С этого момента Цзы-чань управлял царством Чжэн вплоть до своей смерти в 522 году до н. э.
Находясь во главе государства, Цзы-чань провёл множество реформ в интересах простого народа. По мнению российского историка В. А. Рубина, «он был единственным в своём роде государственным деятелем древнего Китая, попытавшимся заложить основы демократического государства». Цзы-чань пользовался огромной популярностью в народе, а после смерти стал одним из образцов добродетельного правителя.

## Кодификация уголовных законов
Цзы-чань был первым в истории Китая правителем, который опубликовал письменный свод уголовных законов. В 535 году до н. э. он приказал отлить бронзовый треножник с текстом уложения о наказаниях. Эта реформа привела к демократизации судебного процесса: каждый свободный человек получил возможность самостоятельно изучить текст законов, обратиться в суд с устным иском и поручить кому-либо защиту своих интересов.
Одним из последствий реформы стало резкое увеличение количества судебных исков, из-за чего правление Цзы-чаня вошло в историю как «эпоха сутяжничества». Некоторые источники сообщают, что тюрьмы были переполнены до такой степени, что уже не считалось позором быть заключённым. В то же время появились условия для развития адвокатской практики. Один из представителей философской школы «мин-цзя», Дэн Си, записал законы на бамбуковых планках и за плату защищал судящихся, придавая букве закона то или иное толкование.
Реформа Цзы-чаня вызвала неоднозначные оценки современников. Шу-сян, государственный деятель царства Цзинь, обратился к политику с осуждающим посланием. «Древние цари, — писал Шу-сян, — всё тщательно взвешивали, прежде чем подавать декреты, и они не записывали своей системы наказаний, опасаясь пробудить в народе дух сутяжничества. Но поскольку нельзя предотвратить все преступления, они устанавливали им преграду из справедливости, связывали людей административными декретами, общались с ними как должно, охраняли их при помощи доброй веры и окружали благожелательностью… Но когда люди знают, что существуют законы, регулирующие наказания, они утрачивают чувство почтительного страха к властям. Пробуждается дух сутяжничества, взывающего к букве закона и верящего, что злонамеренные поступки не подпадут под его действие. Правление становится невозможным».